# 新特羅伊茨凱 (洛佐瓦區)
48°58′28″N 36°35′9″E / 48.97444°N 36.58583°E
新特羅伊茨凱（烏克蘭語：Новотроїцьке）是位於烏克蘭東部的村莊，由哈爾科夫州洛佐瓦區的布利茲紐基市鎮負責管轄。該村始建於1795年，面積0.36平方公里，海拔高度169米，2001年人口78，人口密度每平方公里216.7人。